# Wincenty Rusiecki
Wincenty Rusiecki (ur. 15 lutego 1894 w Bobrujsku, zm. 1 września 1939 w Poznaniu) – podpułkownik piechoty Wojska Polskiego, działacz niepodległościowy, kawaler Orderu Virtuti Militari.

## Życiorys
Urodził się w Bobrujsku, ówczesnym mieście powiatowym guberni mińskiej, w rodzinie Jana i Sabiny z Korwin-Łucewiczów.
Służył w 45 pułku piechoty. 19 sierpnia 1920 został zatwierdzony z dniem 1 kwietnia 1920 w stopniu kapitana, w piechocie, w grupie oficerów byłej Armii Polskiej we Francji.
Po zakończeniu działań wojennych pozostał w wojsku jako oficer zawodowy i kontynuował służbę w 45 pp. 3 maja 1922 został zweryfikowany w stopniu kapitana ze starszeństwem z dniem 1 czerwca 1922 i 309. lokatą w korpusie oficerów piechoty.
10 lipca 1922 został zatwierdzony, jako pełniący obowiązki dowódcy batalionu w 45 pułku piechoty w Równem. 1 grudnia 1924 prezydent RP nadał mu stopień majora z dniem 15 sierpnia 1924 i 93. lokatą w korpusie oficerów piechoty. W lipcu 1926 został przesunięty ze stanowiska dowódcy II baonu na stanowisko kwatermistrza 45 pp. Przesunięcie miało miejsce niecały miesiąc od katastrofy pod Powurskiem, której ofiarami byli między innymi żołnierze dowodzonego przez niego batalionu. 24 grudnia 1929 prezydent RP nadał mu z dniem 1 stycznia 1930 stopień podpułkownika w korpusie oficerów piechoty i 25. lokatą. W listopadzie 1928 został przeniesiony do 32 pułku piechoty w Modlinie na stanowisko dowódcy batalionu. W marcu 1930 został przeniesiony do 19 pułku piechoty we Lwowie na stanowisko zastępcy dowódcy pułku.
W listopadzie 1933 został scharakteryzowany przez inspektora armii, generała dywizji Juliusza Rómmla, jako „oficer zamiłowany w służbie liniowej, duży praktyk-dowódca, na wojnie wybitny. Instruktor bardzo dobry, administrator i organizator dobry. Charakter żywy i ustalony, ruchliwy, dbały o podwładnych. Nadaje się na dowódcę pułku. Zdolności przeciętne. Opinia według skali Pana Marszałka: ponad przeciętny”. Pomimo pozytywnej opinii inspektora armii nie otrzymał dowództwa pułku, lecz w kwietniu 1934 został wyznaczony na stanowisko komendanta Powiatowej Komendy Uzupełnień Jarocin. Po 1935 został przeniesiony na stanowisko komendanta Powiatowej Komendy Uzupełnień Poznań Powiat. 1 września 1938 dowodzona przez niego jednostka została przemianowana na Komendę Rejonu Uzupełnień Poznań Powiat, a zajmowane przez niego stanowisko otrzymało nazwę „komendant rejonu uzupełnień”. W 1939 w dalszym ciągu pełnił służbę na tym stanowisku.
Zginął pierwszego dnia wojny w czasie bombardowania Poznania przez Luftwaffe. Pochowany na cmentarzu Bohaterów Polskich w Poznaniu (kwatera 1, rząd A, miejsce 1).

## Ordery i odznaczenia
- Krzyż Srebrny Orderu Wojskowego Virtuti Militari – 13 kwietnia 1921[24][14][25]
- Krzyż Walecznych trzykrotnie[14][26] (po raz pierwszy[27], po raz drugi[28])
- Złoty Krzyż Zasługi – 10 listopada 1928[29][30]
- Medal Niepodległości – 16 marca 1937 „za pracę w dziele odzyskania niepodległości”[31][2][32]
- Medal Pamiątkowy za Wojnę 1918–1921
- Medal Dziesięciolecia Odzyskanej Niepodległości
- Krzyż Kawalerski Orderu Legii Honorowej – 12 lutego 1922[33]
- francuski Krzyż Wojenny
- Medal Zwycięstwa – 27 sierpnia 1921[34]
- Medal Pamiątkowy Wielkiej Wojny – 27 sierpnia 1921[34]